# Miss Tagless
Sílvia P. Sesé (Pedreguer, 1992) és una youtuber i influenciadora valenciana, coneguda pel nick Miss Tagless. Amb un contingut d'estil de vida, és una de les youtubers amb contingut en català amb més subscriptors, per darrere de Miquel Montoro i Leopolda Olda.
El primer vídeo el creà en 2015, com a resposta a Carolina Punset arran que utilitzara l'adjectiu aldeano en referència a l'ensenyament en valencià. Aquell vídeo fou espontani i esdevingué viral arran que mitjans com Tresdeu el compartiren al seu web.
Des d'aleshores, ha continuat apujant contingut al seu canal de Youtube i a l'Aixeta i destaca com una de les influenciadores valencianes amb major seguiment. Pel que fa a mitjans tradicionals, ha format part de l'equip d'Assumptes Interns, El Matí i el programa de ràdio Sessió Golfa, tots d'À Punt Mèdia. El 2018 va rebre el premi del Casal Jaume I de Pedreguer.